# Ulf Lilius
Ulf Christian Lilius (* 27. Januar 1972) ist ein schwedischer Manager. Seit November 2012 ist er Chief Executive Officer des börsennotierten schwedischen Unternehmens B&B Tools.

## Werdegang
Ulf Lilius spielte in seiner Jugendzeit Fußball bei Arlövs BoIS, ehe er 1991 zu Helsingborgs IF in die zweithöchsten schwedischen Spielklasse wechselte und im Erwachsenenbereich debütierte. Während er sich dort einen Stammplatz erspielte, rückte er zudem in den Fokus der schwedischen U-21-Auswahlmannschaft. An der Seite von Spielern wie Håkan Mild, Stefan Landberg, Håkan Svensson, Magnus Johansson und Niclas Alexandersson erreichte er bei der U-21-Europameisterschaft 1992 die Endspiele gegen Italien, nach einer 0:2-Hinspielniederlage war der 1:0-Rückspielerfolg zu wenig zum Titelgewinn. Zuvor hatte er bereits an der Junioren-Fußballweltmeisterschaft 1991 in Portugal teilgenommen. Im Sommer 1992 wechselte er aufgrund seines Wirtschaftsstudiums an die University of Tampa, wo er 1994 zum 3:0-Endspielerfolg in der NCAA Division–II beitrug.
Ab 1996 arbeitete Lilius für SKF Multitec, eine Tochterfirma der Svenska Kullagerfabriken. 2002 ging er als Marketing- und Sales-Direktor zu TOOLS Momentum, einer Tochterfirma von B&B Tools. Ab 2010 war er dort Präsident, 2012 wechselte er als CEO zur Konzernmutter B&B Tools.